# Blepharicera gynops
Blepharicera gynops är en tvåvingeart som först beskrevs av Peter Zwick 1970.  Blepharicera gynops ingår i släktet Blepharicera och familjen Blephariceridae. Inga underarter finns listade i Catalogue of Life.